# محمد دعيج
محمد دعيج (16 نوفمبر 1989) لاعب كرة قدم بحريني يلعب حاليا لصالح نادي الدرجة الأولى الرفاع البحريني في مركز قلب الدفاع من 2007 كما يجيد اللعب في مركزي الظهير الأيمن والظهير الأيسر.

## الإنجازات

### الرفاع
- الدوري البحريني الممتاز (2): 2012، 2014
- كأس ملك البحرين (1): 2010
- كأس الاتحاد البحريني (1): 2014

## روابط خارجية
- محمد دعيج على موقع قاعدة بيانات كرة القدم.إي يو (الإنجليزية)
- محمد دعيج على موقع ناشيونال فوتبول تيمز (الإنجليزية)
- محمد دعيج على موقع Soccerway.com (الإنجليزية)